# Nazionale maschile di pallacanestro del Venezuela
La nazionale di pallacanestro del Venezuela è la rappresentativa cestistica del Venezuela ed è posta sotto l'egida della Federazione cestistica del Venezuela.

## Piazzamenti

### Olimpiadi
- 1992 - 11°
- 2016 - 10°

### Campionati del mondo
- 1990 - 11°
- 2002 - 14°
- 2006 - 21°
- 2019 - 14°

### Campionati americani
- 1988 - 7º
- 1989 - 4º
- 1992 -  2º
- 1993 - 6º
- 1995 - 9º

- 1997 - 7º
- 1999 - 5°
- 2001 - 5°
- 2003 - 5º
- 2005 -  3º

- 2007 - 8º
- 2009 - 9º
- 2011 - 5º
- 2013 - 6°
- 2015 -  1º

- 2017 - 9º

### Giochi panamericani
- 1955 - 6°
- 1975 - 8°
- 1983 - 8°
- 1987 - 8°

- 1991 - 10°[1]
- 2015 - 7°
- 2019 - 5°
- 2023 -  2º

### Campionati sudamericani
- 1955 - 9°
- 1961 - 8°
- 1977 - 4°
- 1979 - 5°
- 1983 - 4°

- 1985 - 4°
- 1987 -  2°
- 1989 - 4°
- 1991 -  1°
- 1993 -  3°

- 1995 - 4°
- 1997 -  2°
- 1999 -  3°
- 2001 -  3°
- 2003 - 4°

- 2004 -  3°
- 2006 - 4°
- 2008 -  3°
- 2010 - 4°
- 2012 -  2°

- 2014 -  1°
- 2016 -  1°

### Campionati centramericani
- 1969 - 4°
- 1971 -  3°
- 1973 - 5º
- 1975 - 6º
- 1981 - 6º

## Formazioni

### Olimpiadi
Pallacanestro ai Giochi della XXV Olimpiade - Torneo maschile4 V. Díaz, 5 D. Díaz, 6 Jaramillo, 7 Solórzano, 8 González, 9 Jiménez, 10 Shepherd, 11 Herrera, 12 Walcott, 13 Estaba, 14 Olivares, 15 Nelcha,        All. Julio Toro
Pallacanestro ai Giochi della XXXI Olimpiade - Torneo maschile1 Echenique, 2 Lewis, 4 Marriaga, 5 G. Vargas, 6 Cox, 8 Cubillán, 10 J. Vargas, 14 Ruiz, 15 Graterol, 19 Guillént, 23 Pérez, 43 Colmenares,        All. Néstor García

### Campionati del mondo
Campionato mondiale maschile di pallacanestro 19904 Díaz, 5 Portillo, 6 Becker, 7 Solórzano, 8 González, 9 Jiménez, 10 Shepherd, 11 Herrera, 12 Echenique, 13 Estaba, 14 Olivares, 15 Nelcha,        All. Jesús Cordovez
Campionato mondiale maschile di pallacanestro 20024 Díaz, 5 Machado, 6 Mijares, 7 Lugo, 8 Quiroz, 9 Torres, 10 Guevara, 11 Herrera, 12 Romero, 13 Heredia, 14 Aguilera, 15 Morris,        All. Jim Calvin
Campionato mondiale maschile di pallacanestro 20064 Díaz, 5 Machado, 6 Mijares, 7 Lugo, 8 Aguilera, 9 Torres, 10 Cedeño, 11 Marriaga, 12 Vallenilla, 13 Barrios, 14 Bayona, 15 Morris,        All. Néstor Salazar
Campionato mondiale maschile di pallacanestro 20195 G. Vargas, 7 Zamora, 9 Chourio, 10 J. Vargas, 11 Bethelmy, 13 Pérez, 14 Ruiz, 15 Graterol, 19 Guillént, 21 Lewis, 23 Carrera, 43 Colmenares,        All. Fernando Duró
Campionato mondiale maschile di pallacanestro 20235 Vargas, 6 Sojo, 7 Zamora, 8 Cubillán, 9 Chourio, 14 Ruiz, 15 Graterol, 19 Guillént, 20 Sifontes, 23 Carrera, 35 Materán, 43 Colmenares,        All. Fernando Duró

### Campionati americani
Torneo americano maschile di pallacanestro di qualificazione alle Olimpiadi 19884 Aguilera, 5 Parisi, 6 Becker, 7 Solórzano, 8 González, 9 Elhawi, 10 Echenique, 11 Herrera, 12 Sosa, 13 Estaba, 14 Olivares, 15 Palacios,        All. Pedro Espinoza
Campionato americano maschile di pallacanestro 19894 Díaz, 5 Portillo, 6 Parisi, 7 Becker, 8 González, 9 Echenique, 10 Shepherd, 11 Herrera, 12 Sosa, 13 Estaba, 14 Olivares, 15 Palacios,        All. Jesús Cordovez
Torneo americano maschile di pallacanestro di qualificazione alle Olimpiadi 19924 V. Díaz, 5 D. Díaz, 6 Jaramillo, 7 Solórzano, 8 González, 9 Jiménez, 10 Shepherd, 11 Herrera, 12 Palacios, 13 Estaba, 14 Olivares, 15 Nelcha,        All. Julio Toro
Campionato americano maschile di pallacanestro 19934 Díaz, 5 Portillo, 6 Becker, 7 Solórzano, 8 R. González, 9 Crespo, 10 Shepherd, 11 Medina, 12 V. González, 13 Estaba, 14 Olivares, 15 Walcott,        All. Julio Toro
Campionato americano maschile di pallacanestro 19954 Díaz, 5 Guevara, 6 Becker, 7 Lugo, 8 Ramos, 9 Echenique, 10 Shepherd, 11 Portillo, 12 Yépez, 13 Estaba, 14 Olivares, 15 Walcott,        All. Mike Davis
Campionato americano maschile di pallacanestro 19974 Díaz, 5 Hernández, 6 Mijares, 7 Lugo, 8 Quiroz, 9 González, 10 Becker, 11 Walcott, 12 Medina, 13 Estaba, 14 Olivares, 15 Irazábal,        All. Julio Toro
Campionato americano maschile di pallacanestro 19994 Díaz, 5 Keeling, 6 Mijares, 7 Lugo, 8 Quiroz, 9 Torres, 10 Vargas, 11 Nelcha, 12 Heredia, 13 Bayona, 14 Becker, 15 Walcott,        All. Guillermo Vecchio
Campionato americano maschile di pallacanestro 20014 Díaz, 5 Machado, 6 Mijares, 7 Lugo, 8 Morris, 9 Torres, 10 Guevara, 11 Herrera, 12 Keeling, 13 Nelcha, 14 Becker, 15 Walcott,        All. Jim Calvin
Campionato americano maschile di pallacanestro 20034 Díaz, 5 Julio, 6 Mijares, 7 R. Guevara, 8 Aguilera, 9 Torres, 10 D. Guevara, 11 Marriaga, 12 Bayona, 13 Osorio, 14 Blanco, 15 Morris,        All. Néstor Salazar
Campionato americano maschile di pallacanestro 20054 Díaz, 5 Julio, 6 Mijares, 7 Lugo, 8 Aguilera, 9 Torres, 10 Jones, 11 Marriaga, 12 Romero, 13 Guevara, 14 Bayona, 15 Morris,        All. Néstor Salazar
Campionato americano maschile di pallacanestro 20074 Marriaga, 5 Sucre, 6 Cedeño, 7 Bethelmy, 8 Salcedo, 9 Urbina, 10 Palacios, 11 Vargas, 12 Romero, 13 Barrios, 14 Vásquez, 15 Bayona,        All. Néstor Salazar
Campionato americano maschile di pallacanestro 20094 Marriaga, 5 Barrios, 6 Echenique, 7 Lugo, 8 Centeno, 9 Torres, 10 Bethelmy, 11 Vargas, 12 Romero, 13 Sucre, 14 Vásquez, 15 Pérez,        All. Néstor Salazar
Campionato americano maschile di pallacanestro 20114 Guillént, 5 Colmenares, 6 Vásquez, 7 Lewis, 8 Cubillán, 9 Torres, 10 Vargas, 11 Bravo, 12 Romero, 13 Sucre, 14 Echenique, 15 Graterol,        All. Eric Musselman
Campionato americano maschile di pallacanestro 20134 Marriaga, 5 G. Vargas, 6 Guillént, 7 Smith, 8 Cubillán, 9 Colmenares, 10 J. Vargas, 11 Bethelmy, 12 Romero, 13 Sucre, 14 Pérez, 15 Graterol,        All. Néstor García
Campionato americano maschile di pallacanestro 20154 Marriaga, 5 G. Vargas, 6 Cox, 8 Cubillán, 10 Jo. Vargas, 11 García, 12 Ja. Vargas, 14 Ruiz, 15 Graterol, 19 Guillént, 21 Lewis, 43 Colmenares,        All. Néstor García
Campionato americano maschile di pallacanestro 20175 G. Vargas, 6 Cox, 9 Chourio, 10 J. Vargas, 14 Ruiz, 15 Graterol, 18 Bravo, 19 Guillént, 22 García, 23 Pérez, 31 Carrillo, 43 Colmenares,        All. Néstor García
Campionato americano maschile di pallacanestro 20223 Betancourt, 4 Urbina, 6 López, 11 Cazorla, 12 Martínez, 13 Ascanio, 15 Graterol, 16 Centen, 20 Sifontes, 27 Fuenmayor, 28 Bolivar, 35 Materán,        All. Fernando Duró

### Campionati sudamericani
Campionato sudamericano maschile di pallacanestro 19613 Romero, 4 Herrera, 5 Rodríguez, 6 Johnson, 7 Ramírez, 8 Martínez, 9 Bolano, 10 Gutiérrez, 11 Bobb, 12 Ostos, 13 Silva, 14 Álvez,        All. -
Campionato sudamericano maschile di pallacanestro 1977Cabrera, Comminakis, D'Adezzio, García, C. Lairet, L. Lairet, Machado, Rivero, Silvera, Tovar, Valera, All. Francisco Diez
Campionato sudamericano maschile di pallacanestro 1985Acosta, Bompart, Estaba, Fermín, Herrera, Olivares, Palacios, Parisi, Portillo, Rivero, Solórzano, Sosa, All. Mauricio Johnson
Campionato sudamericano maschile di pallacanestro 1987Acosta, Becker, Bompart, Díaz, Estaba, González, Herrera, Olivares, Palacios, Parisi, Solórzano, Sosa, All. Pedro Espinoza
Campionato sudamericano maschile di pallacanestro 1989Bompart, Díaz, Elhawi, Fernández, García, González, Jaramillo, Palacios, Seijas, Shepherd, Sosa, All. Jesús Cordovez
Campionato sudamericano maschile di pallacanestro 19914 Díaz, 5 Portillo, 6 Nelcha, 7 Solórzano, 8 Becker, 9 Jiménez, 10 Shepherd, 11 Herrera, 12 Sosa, 13 Estaba, 14 Olivares, 15 Walcott,        All. Julio Toro
Campionato sudamericano maschile di pallacanestro 1993Crespo, Díaz, R. González, V. González, Olivares, Portillo, Ramos, Shepherd, Solórzano, Tovar, Villasmil, Walcott, All. Julio Toro
Campionato sudamericano maschile di pallacanestro 19954 Díaz, 5 Vargas, 6 Contreras, 7 Becker, 8 Heredia, 9 Crespo, 10 Shepherd, 11 Portillo, 12 González, 13 Estaba, 14 Olivares, 15 Medina,        All. Francisco Diez
Campionato sudamericano maschile di pallacanestro 1997Becker, Díaz, Estaba, González, Herrera, Irazábal, Lugo, Medina, Olivares, Quiroz, Villasmil, Walcott, All. Julio Toro
Campionato sudamericano maschile di pallacanestro 1999Bayona, Becker, Díaz, González, Guevara, Heredia, Herrera, Keeling, Lugo, Mijares, Quiroz, Walcott, All. Guillermo Vecchio
Campionato sudamericano maschile di pallacanestro 2001Becker, Díaz, González, Heredia, Herrera, Keeling, Lugo, Machado, Mijares, Quiroz, Torres, Walcott, All. Jim Calvin
Campionato sudamericano maschile di pallacanestro 20034 Díaz, 5 Julio, 6 Mijares, 7 Arteaga, 8 Aguilera, 9 R. Guevara, 10 D. Guevara, 11 Amundaray, 12 Vallenilla, 13 Osorio, 14 Blanco, 15 Morris,        All. Néstor Salazar
Campionato sudamericano maschile di pallacanestro 20044 Díaz, 5 Bayona, 6 Mijares, 7 Lugo, 8 Aguilera, 9 Torres, 10 D. Guevara, 11 Arteaga, 12 R. Guevara, 13 Barrios, 14 Blanco, 15 Morris,        All. Néstor Salazar
Campionato sudamericano maschile di pallacanestro 20064 Díaz, 5 Machado, 6 Mijares, 7 Lugo, 8 Aguilera, 9 Torres, 10 Guevara, 11 Barrios, 12 Romero, 13 Vallenilla, 14 Bayona, 15 Morris,        All. Néstor Salazar
Campionato sudamericano maschile di pallacanestro 20084 Marriaga, 5 Julio, 6 Cedeño, 7 Bethelmy, 8 Centeno, 9 Torres, 10 Guevara, 11 Vargas, 12 Marín, 13 Osorio, 14 Sucre, 15 Pérez,        All. Nelson Solórzano
Campionato sudamericano maschile di pallacanestro 20104 Marriaga, 5 Valera, 6 Vargas, 7 Cubillán, 8 Centeno, 9 Herrera, 10 Guevara, 11 Bethelmy, 12 Romero, 13 Sucre, 14 Urbina, 15 Pérez,        All. Néstor Salazar
Campionato sudamericano maschile di pallacanestro 20124 Marriaga, 5 G. Vargas, 6 Vásquez, 7 Zamora, 8 Cubillán, 9 Centeno, 10 J. Vargas, 11 Bravo, 12 Romero, 13 Sucre, 14 Echenique, 15 Graterol,        All. Eric Musselman
Campionato sudamericano maschile di pallacanestro 20144 Marriaga, 5 G. Vargas, 6 Vásquez, 7 Zamora, 8 Cubillán, 9 Colmenares, 10 J. Vargas, 11 Bethelmy, 12 Centeno, 13 Guillént, 14 Ruiz, 15 Graterol,        All. Néstor García
Campionato sudamericano maschile di pallacanestro 20160 Echenique, 2 Lewis, 5 G. Vargas, 8 Cubillán, 10 J. Vargas, 11 Bethelmy, 14 Ruiz, 15 Graterol, 22 García, 23 Pérez, 34 Cazorla, 43 Colmenares,        All. Néstor García

### Giochi panamericani
Pallacanestro maschile ai II Giochi panamericani3 Navarro, 4 Silva, 5 Romero, 6 Ostos, 7 Johnson, 8 Fortoul, 9 Ledezma, 11 Uzcátegui, 12 Landaeta, 13 Villalobos, 14 J. Jiménez, 15 A. Jiménez,        All. -
Pallacanestro maschile ai VII Giochi panamericani4 Martínez, 5 L. Lairet, 6 Solano, 7 Mujica, 8 Rivero, 9 Bompart, 10 Grahovac, 11 Mora, 12 Linares, 13 C. Lairet, 14 Tovar, 15 Silvera,        All. Francisco Diez
Pallacanestro maschile ai IX Giochi panamericani4 Parisi, 5 Herrera, 6 Estaba, 7 Solórzano, 8 Rivero, 9 Escobar, 10 Palacios, 11 Barinas, 12 Sosa, 13 Lairet, 14 Olivares, 15 Solano,        All. Francisco Diez
Pallacanestro maschile ai X Giochi panamericani4 Díaz, 5 Parisi, 6 Becker, 7 Solórzano, 8 González, 9 Elhalwi, 10 Acosta, 11 Herrera, 12 Sosa, 13 Estaba, 14 Olivares, 15 Shepherd,        All. Pedro Espinoza
Pallacanestro maschile agli XI Giochi panamericani4 Díaz, 5 Portillo, 6 Nelcha, 7 Solórzano, 8 Becker, 9 Jiménez, 10 Shepherd, 11 Herrera, 12 Sosa, 13 Estaba, 14 Olivares, 15 Walcott,        All. Julio Toro
Pallacanestro maschile ai XVII Giochi panamericani0 Echenique, 4 Marriaga, 5 G. Vargas, 6 Cox, 7 Zamora, 8 Cubillán, 10 J. Vargas, 11 Bethelmy, 15 Ruiz, 19 Guillént, 20 Lewis, 43 Colmenares,        All. Néstor García
Pallacanestro maschile ai XVIII Giochi panamericani5 G. Vargas, 7 Zamora, 8 Pérez, 9 Chourio, 10 J. Vargas, 11 Bethelmy, 14 Ruiz, 15 Graterol, 19 Guillént, 21 Lewis, 42 Carrera, 43 Colmenares,        All. Fernando Duró
Pallacanestro maschile ai XIX Giochi panamericani2 Mijares, 3 Urbina, 6 Sojo, 12 Centeno, 13 Ascanio, 14 Ruiz, 15 Graterol, 20 Sifontes, 21 Pirela, 34 Martínez, 43 Colmenares, 77 Medina,        All. Daniel Seoane